# Мяльтон, Александр Харальдович
Александр Харальдович Мя́льтон (эст. Aleks Mjalton; 1901—1974) — советский эстонский актёр, народный артист Эстонской ССР (1970).

## Биография
Сценическую деятельность начал в 1920 в театре «Угала» (Вильянди). Затем работал в театpax «Эндла» (Пярну), «Ванемуйне», «Эстония».
С 1944 года — снова в «Ванемуйне» (Тарту).

## Роли в театре
- 1927 — «Домовой» Э. Вильде — Вестман; «Учитель Бубус» А. М. Файко — Бубус
- 1932 — «Леннбок» Х. Раудсеппа — Кустас
- 1937 — «Далёкие берега» М. Паньоля — Цезарь
- 1944 — «Новый сатана из Пыргупыхья» А. Х. Таммсааре — Юрка
- 1946 — «Жизнь в цитадели» А. М. Якобсона — доктор Майлас
- 1947 — «Борьба без линии фронта» А. М. Якобсона — Самуэль Кондор; «Русский вопрос» К. М. Симонова — Макферсон
- 1948 — «Ржавчина» А. М. Якобсона — Лехтметс
- 1950 — «Тартюф» Мольера — Оргон
- 1951 — «Незабываемый 1919-й» В. В. Вишневского — В. И. Ленин
- 1952 — «Неуловимое чудо» Э. Вильде — доктор Вайк
- 1953 — «Ангел-хранитель из Небраски»А. М. Якобсона — Самуэль Сунне; «Кукольный дом» Г. Ибсена — Ранк
- 1957 — «Роберт Великий» А. Лийвеса — Луи
- 1959 — «Лабиринт блаженства» Р. Л. Парве — пробст Лузик

## Награды и премии
- орден Трудового Красного Знамени (1956)[1]
- народный артист Эстонской ССР (1970)
- заслуженный артист Эстонской ССР (1951)
- Сталинская премия третьей степаени (1952) — за исполнение роли В. И. Ленина в спектакле «Незабываемый 1919-й» В. В. Вишневского